# Obszary chronione w Armenii
Obszary chronione w Armenii – według danych z października 2014 roku, w Armenii jest 37 obszarów chronionych, na które składają się: 3 obszary konwencji ramsarskiej, 4 parki narodowe, 3 rezerwaty rangi krajowej oraz 27 rezerwatów, chroniących m.in. obszary leśne (8), obszary piaszczyste (1), obszary roślinności alpejskiej (1), roślinność krzewiastą (1), faunę i florę (3), faunę (6), źródła mineralne (2) oraz jeziora (1). Ochroną objęto 7,346 km², co stanowi ok. 25% obszaru Armenii. 

## Obszary Ramsar
- Jezioro Sewan – wpisany w 1993, ma powierzchnię 4891 km²
- Jezioro Arpi – wpisany w  1993, ma powierzchnię 31,39 km²
- Bagna Chor Wirap – wpisany w 2007, ma powierzchnię 0,5 km²

## Parki narodowe
- Sewański Park Narodowy – utworzony w 1978, w prowincji Gegharkunik, ma powierzchnię 1474,55 km²
- Dilidżański Park Narodowy – utworzony w 2002, w prowincji Tawusz, ma powierzchnię 337,65 km²
- Park Narodowy „Arewik” – utworzony w 2009, w prowincji Sjunik, ma powierzchnię 344,02 km²
- Park Narodowy „Arpi licz” – utworzony w 2009 w prowincji Szirak, ma powierzchnię 211,79 km²

Planuje się utworzenie kolejnych parków narodowych: na północy w okolicach Kiranc, na południu w okolicach Dżermuku i na południe od Norawank oraz w kanionie rzeki Worotan na południe od Goris.

## Rezerwaty przyrody rangi krajowej
- Państwowy Rezerwat „Chosrow” – utworzony w 1958 w prowincji Ararat, ma powierzchnię 232,13 km²
- Państwowy Rezerwat „Szikahogh” – utworzony w 1958 w prowincji Sjunik, na południe od miasta Kapan, ma powierzchnię 121,37 km²
- Państwowy Rezerwat „Erebuni” – utworzony w 1981 na granicy prowincji Kotajk i Ararat, 10 km na wschód od Erywania, ma powierzchnię 0,89 km²

## Rezerwaty
| Nazwa                  | Rok  | Prowincja   | Powierzchnia | Cel ochrony |
| ---------------------- | ---- | ----------- | ------------ | --- |
| Wortan karmir          | 1958 | Armawir     | 2,2 km²      | Porphyrophora hamelii i ekosystem na półpustyni Równiny Araratu                                                                                           |
| Dżermuki antarrajin    | 1958 | Wajoc Dzor  | 38,65 km²    | Lasy górskie i ich mieszkańcy: muflon ormiański, Capra aegagrus aegagrus i niedźwiedź brunatny.                                                           |
| Gihu nosrantarrajin    | 1958 | Gegharkunik | 33,12 km²    | Lasy jałowcowe |
| Herheri nosrantarrajin | 1958 | Wajoc Dzor  | 61,39 km²    | Lasy jałowcowe i gruszy kaukaskiej, ekosystem w basenie rzeki Herher                                                                                      |
| Sosu purak             | 1958 | Sjunik      | 0,64 km²     | Platan wschodni |
| Aragaci alpian         | 1959 | Aragacotn   | 3 km²        | Jezioro Kari i łąki alpejskie w jego okolicy |
| Kowkasjan myrtawardenu | 1959 | Lorri       | 10 km²       | |
| Gorrawani awazutner    | 1959 | Ararat      | 0,96 km²     | Piaszczysta pustynia |
| Achnabati kenu         | 1959 | Gegharkunik | 0,25 km²     | Cis |
| Giulagaraki            | 1959 | Lorri       | 25,76 km²    | Las sosnowy na północnych grzbietach Gór Bazumskich |
| Ardżatchlenu           | 1959 | Tawusz      | 0,4 km²      | Lasy cisowe i leszczynowe |
| Iczewani               | 1971 | Tawusz      | 59,08 km²    | Lasy górskie i rzadkie gatunki zwierząt: Capra aegagrus aegagrus, Muflon ormiański, Capreolus, niedźwiedź brunatny, Jeżozwierze, Cietrzew kaukaski i inne |
| Gandzakari             | 1971 | Tawusz      | 68,13 km²    | Lasy górskie i rzadkie gatunki zwierząt: Capra aegagrus aegagrus, Muflon ormiański, Capreolus, niedźwiedź brunatny, Jeżozwierze, Cietrzew kaukaski i inne |
| Markahowiti            | 1971 | Lorri       | 33,68 km²    | Lasy górskie i rzadkie gatunki zwierząt: Capra aegagrus aegagrus, jeleń szlachetny, niedźwiedź brunatny, dzik, cietrzew kaukaski i inne                   |
| Getiki                 | 1971 | Gegharkunik | 57,28 km²    | Lasy górskie i rzadkie gatunki zwierząt: Capra aegagrus aegagrus, muflon ormiański, Capreolus, niedźwiedź brunatny, jeżozwierze, cietrzew kaukaski i inne |
| Arzakan-Meghradzori    | 1971 | Kotajk      | 135,32 km²   | Lasy górskie i rzadkie gatunki zwierząt: Capra aegagrus aegagrus, jeleń szlachetny, niedźwiedź szlachetny, dzik, cietrzew kaukaski i inne                 |
| Banksi soczu           | 1971 | Kotajk      | 0,04 km²     | Lasy sosnowe |
| Jeghegnadzori          | 1971 | Wajoc Dzor  | 42 km²       | Lasy górskie i rzadkie gatunki zwierząt: Capra aegagrus aegagrus, muflon ormiański, dzik, niedźwiedź brunatny, jeżozwierze i inne                         |
| Gorisi                 | 1972 | Sjunik      | 18,5 km²     | Lasy górskie i rzadkie gatunki zwierząt: Capra aegagrus aegagrus, Muflon ormiański, Dzik, niedźwiedź brunatny, Jeżozwierze i inne                         |
| Boghakari              | 1989 | Sjunik      | 27,28 km²    | Flora i fauna wschodnich stoków Gór Zangezurskich na wysokości 1400–2200 m n.p.m.                                                                         |
| Sew licz               | 2001 | Sjunik      | 2,4 km²      | Jezioro Sew i okoliczne łąki alpejskie |
| Chor Wirap             | 2007 | Ararat      | 0,5 km²      | Ekosystem wodno-błotny na północ od klasztoru Chor Wirap                                                                                                  |
| Hankawani dżyrabanakan | 2009 | Kotajk      | 51,69 km²    | Źródła w górze rzeki Marmarik |
| Dżermuki dżyrabanakan  | 2009 | Wajoc Dzor  | 173,71 km²   | Źródła |
| Zangezur               | 2009 | Sjunik      | 258,7 km²    | Różnorodność biologiczna górnego biegu rzek Wochczi i rzek w Górach Zangezurskich                                                                         |
| Zikatar                | 2010 | Tawusz      | 1,5 km²      | Różnorodność biologiczna |
| Chustup                | 2013 | Sjunik      | 69,47 km²    | |